# Peziza saccardoana
Peziza saccardoana är en svampart som beskrevs av Cooke 1877. Peziza saccardoana ingår i släktet Peziza och familjen Pezizaceae.   Inga underarter finns listade i Catalogue of Life.